# 菊地規
菊地 規（きくち のりみ、1923年（大正12年）2月17日 - 1989年（平成元年）1月26日）は、日本の教育者。作詞家。『北上夜曲』作詞者。

## 来歴
岩手県江刺郡田原村（のち江刺郡江刺町→江刺市、現・奥州市）出身。岩手県立水沢農学校（現岩手県立水沢農業高等学校）を経て、岩手師範学校（現・岩手大学教育学部）卒。羽田、藤里各国民学校、藤里、厨川各中学校に勤務。1961年（昭和36年）日本音楽著作権協会正会員、1963年（昭和38年）日本作詞家協会会員、1967年（昭和42年）岩手県教育委員会社会教育主事、のち、葛巻小、雫石中の各校長を務め、1983年（昭和58年）に緑ヶ丘小校長で定年を迎えた。定年後は岩手県社会教育指導員協議会会長、県民運動協議会参事などを歴任した。
水沢農学校在学中に『北上夜曲』を作詞、地元の男子学生の間で広まった。戦後、この曲は歌声喫茶から当時は作者不明の歌として広まり、1961年に大ヒットすることとなった。
1989年（平成元年）に肺がんで死去した。

## 親族
- 姉：鷹觜テル - 岩手大学教授、医学博士